# 別所 (地名解釈)
別所（べっしょ）とは、歴史家菊池山哉によれば大和王権（律令政府）が蝦夷（えみし）を征服した際の戦争捕虜（俘囚）を古郷に3～4戸ずつ配置した集住地域を言う。

## 学史
菊池山哉の旧説であり、いまだ歴史学上の完全な定説となってはいない。本村の新田や枝郷とする解釈もある。しかし近年、柴田弘武によって本格的な再検討がなされつつある。柴田は更に約300ヶ所の別所を析出し、菊池の調査分と合わせて計約500ヶ所の別所を検討した結果、「菊池の説は動かし難いと思う」（『鉄と俘囚の古代史』）と述べている。
菊池山哉は「古く音読の地名は、官符に関係あるものに限るようです」とし、音読の「別所」（ベッショ）を官符関係のものと推定している。『延喜式』には「俘囚料」の「計帳」があり、811年（弘仁2）3月に「始めて諸国をして俘囚計帳を進めしむ」とある。菊池の説はこの「俘囚」の移配地を「別所」と考えるものである。「移配」は菊池の造語。

## 菊池山哉のまとめた特徴のいくつか
※『日本の特殊部落』（東京史談会･1961年）による。ただし、現代の歴史学では否定されている事象を含むので要注意。
1. 全国に200余ヶ所もの同名の地があるので、そこには何か「同じ性格」があるだろう。蝦夷の奥羽6カ国と、隼人の薩摩国と、「他国と異なり」と言われた飛騨国には無い。
2. 山間僻地や丘陵に囲まれた地にある。（山間僻地で円仁（慈覚大師）による建立の伝承のあるところ、古い東光寺のあるところ、白山権現を鎮守としているところは別所の可能性がある。）
3. 武蔵の足立郡・入間郡では『和名抄』所載の古郷に一ヶ所ずつ存在する。
4. 西日本では国境・群界にある。
5. 草分は2～3軒、多くとも4～5軒であり、名主もなく、明治維新の際に名字をつけた。
6. 石棒を祀るところがあり、縄文時代とのつながりを思わせる。
7. 1郡に1ヶ村位の割であり、勅願寺と伝えられるものや古い社寺があり、平安時代の古像も存在する。
8. 近畿以東の鎮守は白山権現である。
9. 「院内村」も別所と同じく「俘囚」の移配地である。

## 文献
- 菊池山哉『日本の特殊部落』（東京史談会・1961年）。
- 菊池山哉「別所とヱトリの問題」（1962年6月「日本上古史研究」66号）。
- 柴田弘武『鉄と俘囚の古代史』（彩流社・1989年）。
- 柴田弘武「蝦夷"征伐"の真相」（1996年8月「月刊状況と主体」248号）。
- 塩見鮮一郎「部落の歴史あれこれ(25)別所と蝦夷」（2000年6月「ヒューマンライツ」147号）。